# 比格斯島
比格斯島（英語：Biggs Island），是南極洲的島嶼，位於阿德萊德島南端，屬於亨克斯群島的一部分，在1963年由英國南極名稱諮詢委員會命名，現時由南極條約體系管理。